# Camille Lecointre
Camille Lecointre (Harfleur, 25 de febrero de 1985) es una deportista francesa que compite en vela en la clase 470.
Participó en tres Juegos Olímpicos de Verano, obteniendo dos medallas de bronce en la clase 470, en Río de Janeiro 2016 (junto con Hélène Defrance) y en Tokio 2020 (con Aloïse Retornaz), y el cuarto lugar en Londres 2012, en la misma clase.
Ganó cinco medallas en el Campeonato Mundial de 470 entre los años 2012 y 2022, y cinco medallas en el Campeonato Europeo de 470 entre los años 2013 y 2024.

## Palmarés internacional
| \| Juegos Olímpicos \| Juegos Olímpicos \| Juegos Olímpicos \| Juegos Olímpicos \| \| Año \| Lugar \| Medalla \| Clase \| \| ------------------ \| ----------------------- \| ----------------- \| ---------------- \| \| 2016 \| Río de Janeiro (Brasil) \| Medalla de bronce \| 470 \| \| 2020 \| Tokio (Japón) \| Medalla de bronce \| 470 \| \| Campeonato Mundial \| \| \| \| \| Año \| Lugar \| Medalla \| Clase \| \| 2012 \| Barcelona (España) \| Medalla de plata \| 470 \| \| 2015 \| Haifa (Israel) \| Medalla de bronce \| 470 \| \| 2016 \| San Isidro (Argentina) \| Medalla de oro \| 470 \| \| 2019 \| Enoshima (Japón) \| Medalla de bronce \| 470 \| \| 2022 \| Sdot Yam (Israel) \| Medalla de bronce \| 470 mixto \| \| Campeonato Europeo \| \| \| \| \| Año \| Lugar \| Medalla \| Clase \| \| 2013 \| Formia (Italia) \| Medalla de oro \| 470 \| \| 2015 \| Aarhus (Dinamarca) \| Medalla de plata \| 470 \| \| 2019 \| San Remo (Italia) \| Medalla de oro \| 470 \| \| 2021 \| Vilamoura (Portugal) \| Medalla de oro \| 470 \| \| 2024 \| Cannes (Francia) \| Medalla de bronce \| 470 mixto \| |                         |                   |           |
| Juegos Olímpicos |                         |                   |           |
| Año | Lugar                   | Medalla           | Clase     |
| 2016 | Río de Janeiro (Brasil) | Medalla de bronce | 470       |
| 2020 | Tokio (Japón)           | Medalla de bronce | 470       |
| Campeonato Mundial |                         |                   |           |
| Año | Lugar                   | Medalla           | Clase     |
| 2012 | Barcelona (España)      | Medalla de plata  | 470       |
| 2015 | Haifa (Israel)          | Medalla de bronce | 470       |
| 2016 | San Isidro (Argentina)  | Medalla de oro    | 470       |
| 2019 | Enoshima (Japón)        | Medalla de bronce | 470       |
| 2022 | Sdot Yam (Israel)       | Medalla de bronce | 470 mixto |
| Campeonato Europeo |                         |                   |           |
| Año | Lugar                   | Medalla           | Clase     |
| 2013 | Formia (Italia)         | Medalla de oro    | 470       |
| 2015 | Aarhus (Dinamarca)      | Medalla de plata  | 470       |
| 2019 | San Remo (Italia)       | Medalla de oro    | 470       |
| 2021 | Vilamoura (Portugal)    | Medalla de oro    | 470       |
| 2024 | Cannes (Francia)        | Medalla de bronce | 470 mixto |